# سیارک ۱۷۲۴۹
سیارک ۱۷۲۴۹ (به انگلیسی: 17249 Eliotyoung، نامگذاری:2000GM110) هفده هزار و دویست و چهل و نهمین سیارک کشف شده‌است که در ۲ آوریل ۲۰۰۰ کشف شد.
قدر مطلق سیارک برابر ۲۱.۴ است.